# Vibollsjön
Vibollsjön är en sjö i Karlsborgs kommun i Västergötland och ingår i Motala ströms huvudavrinningsområde. Sjön är 8,4 meter djup, har en yta på 0,134 kvadratkilometer och befinner sig 157,4 meter över havet.

## Delavrinningsområde
Vibollsjön ingår i det delavrinningsområde (651152-143744) som SMHI kallar för Rinner till 648861-144785. Medelhöjden är 137 m ö.h. och ytan är 30,75 kvadratkilometer. Det finns inga delavrinningsområden uppströms utan avrinningsområdet är högsta punkten. Delavrinningsområdets utflöde Motala Ström mynnar i havet. Delavrinningsområdet består mestadels av skog (89 %). Avrinningsområdet har 2,64 kvadratkilometer vattenytor vilket ger avrinningsområdet en sjöprocent på 2,2 %. Bebyggelsen i området täcker en yta av 1,76 kvadratkilometer eller 1 % av avrinningsområdet.